# Květiny a ptáci

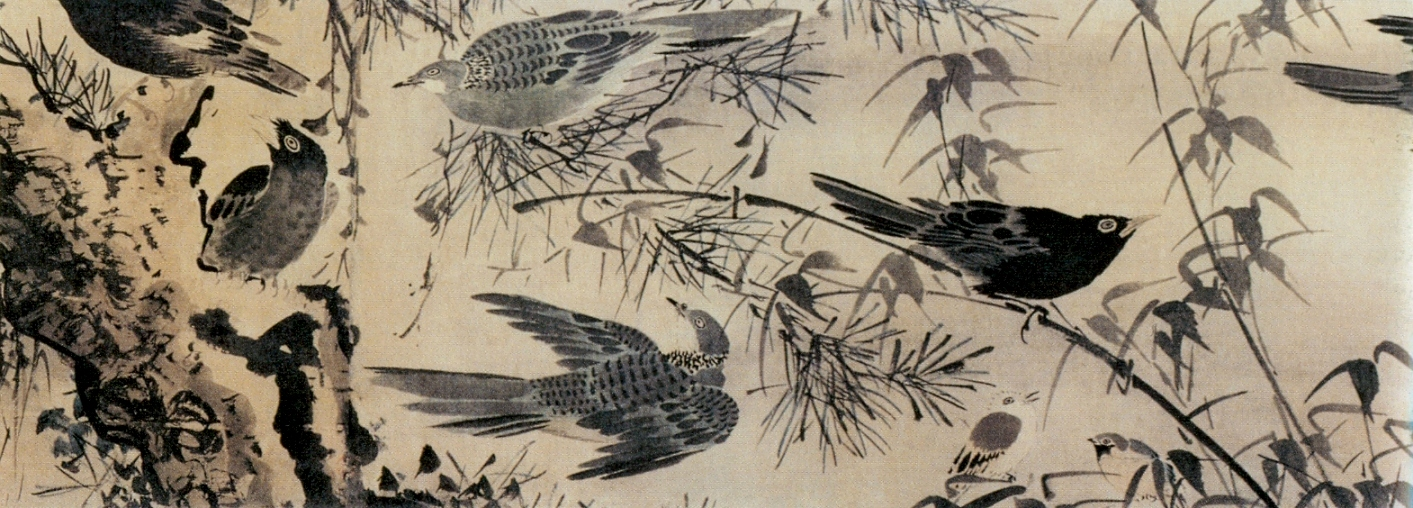
Lin Liang, Ptáci v křoví, detail, 15. století, Palácové muzeum, Peking

Květiny a ptáci (čínsky v českém přepisu chua niao chua, pchin-jinem huāniǎo huà, znaky zjednodušené 花鳥畫, tradiční 花鸟画) je žánr čínského malířství pojmenovaný podle zobrazovaných objektů. Vedle krajin a portrétů patří ke třem nejvýznamnějším žánrům tradiční čínské malby. Malby „květin a ptáků“ vesměs náleží k literátskému malířství.

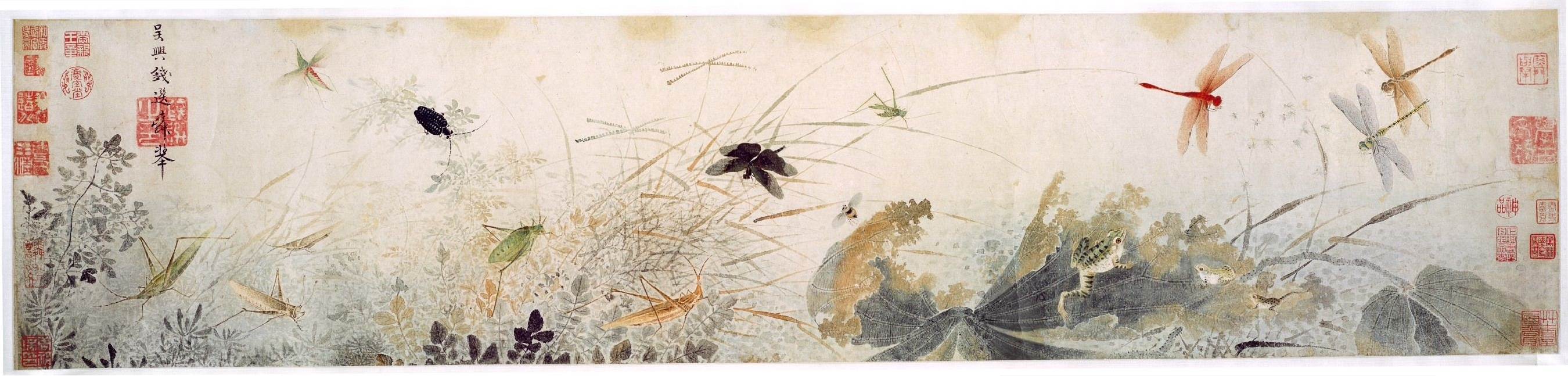
Raný podzim, Čchien Süan, 13. století

Podle čínské tradice obrazy „květin a ptáků“ zobrazují květiny, ptáky, ryby a hmyz (花鸟鱼虫, chua, niao, jü, čchung; ale i domácí a užitková zvířata (psy, kočky) a jiné.
Styl a technika malby mohou být různé, od kresby tuší (např. Lin Liang, Čchi Paj-š’, Čang Ta-čchien, Žen I), po barevné obrazy (císař Chuej-cung, Lü Ťi, Lin Liang).